# Canal Extremadura Televisión
Canal Extremadura Televisión (CETV) est une chaîne de télévision régionale espagnole diffusant en Estrémadure. À l'instar de Extremadura TV et de Canal Extremadura Radio, elle dépend de la société publique de radio-télévision estrémadurienne (Corporación Extremeña de Medios Audiovisuales).
Principale chaîne de télévision de cette communauté autonome, elle est diffusée sur le réseau hertzien (analogique et numérique) ainsi que sur le réseau câblé et par satellite dans toute l'Europe. Média généraliste, elle diffuse des émissions de proximité, des séries, des variétés, des informations et retransmet certaines compétitions sportives.
Elle est l'héritière d'une première chaîne de télévision régionale, Canal Sur Extremadura, diffusée de façon expérimentale de 2001 à 2002.

## Histoire
L'acte de naissance de la télévision publique estrémadurienne intervient le 27 mars 2005 avec la création d'une société publique chargée de la télévision (Sociedad Pública de Televisión Extremeña). Les premières transmissions expérimentales sont menées à partir du 30 novembre 2005, les émissions régulières débutant le 15 février 2006. À cette époque, la télévision régionale n'émet encore que durant neuf heures par jour, de 15 heures 30 à 0 heure 30.
Le premier journal télévisé est diffusé le 7 juin 2006 à 20 heures 30. Les informations sont présentées par Rocío Gavira et Luis Daniel Martín, tandis que les prévisions météorologiques sont confiées à Carlos Benito. La direction du service de l'information est placée sous l'autorité de Águeda Zarco.
Le siège social de la télévision régionale est implanté à Mérida, de même qu'un complexe comprenant des studios de télévision. Plusieurs villes de la communauté autonome comptent également des bureaux régionaux (Cáceres, Badajoz, Plasencia, Villanueva de la Serena). Un bureau national est également implanté à Madrid.
En février 2007, la chaîne développe une version spécifique à destination de la « diaspora » estrémadurienne dans le reste de l'Espagne et de l'Europe, sous le nom de Extremadura TV. Reprenant la plus grande partie des émissions de Canal Extremadura Televisión, elle exclut de sa grille de programmes un certain nombre d'émissions pour lesquelles elle n'a pas obtenu de droits de diffusion en dehors de l'Espagne (films, séries).

## Programmation
Les émissions quotidiennes commencent à partir de 8 heures du matin avec la retransmission en direct de la chaîne de télévision d'information en continu Euronews, suivie du programme matinal « El día es nuestro » qui se poursuit durant jusqu'à midi (en semaine). Les après-midi sont consacrés aux émissions pour enfants (dessins animés et documentaires éducatifs) et se poursuivent par des jeux télévisés tel que « Cifras y letras » (Des chiffres et des lettres).
Les premières parties de soirée sont consacrées à l'information et aux émissions de proximité, dont les programmes « La tarde de Extremadura » et « En su punto », immédiatement suivis de l'unique édition du journal télévisé, diffusé quotidiennement à 20 heures 30. Les secondes parties de soirée sont consacrées au cinéma, au divertissement ou au sport.
Les grands événements de la région sont généralement repris en direct (festivités, événements culturels, politiques ou religieux notamment). La chaîne retransmet des matchs de football et des corridas.

### Sources
- (es) Cet article est partiellement ou en totalité issu de l’article de Wikipédia en espagnol intitulé « Canal Extremadura Televisión » (voir la liste des auteurs).